# Saiunkoku monogatari

Logo della serie

Saiunkoku monogatari (彩雲国物語? lett. "Storia del Regno delle Nuvole Colorate") è una serie di light novel scritte da Sai Yukino ed illustrate da Kairi Yura. La serie conta diciotto volumi.
La storia è adattata anche in un manga, sempre realizzato da Kairi Yura, e serializzato su Beans Ace, rivista pubblicata dalla Kadokawa Shoten. In seguito alla chiusura della testata Beans Ace, il manga è proseguito su Asuka. Ad oggi la serie è stata raccolta in nove tankōbon.
Saiunkoku monogatari è stato anche adattato in una serie animata, prodotta dalla Madhouse e diretta da Jun Shishido, trasmessa sulla televisione giapponese dalla NHK il sabato mattina. La prima stagione è stata trasmessa dall'8 aprile 2006 al 24 febbraio 2007 per un totale di trentanove episodi. La seconda stagione, intitolata Saiunkoku monogatari 2nd Series (彩雲国物語 第2シリーズ?), è stata trasmessa dal 7 aprile 2007 all'8 marzo 2008 e conta altri trentanove episodi, per un totale di settantotto episodi.

## Trama

### Storia
Ambientato nell'immaginario impero di Saiunkoku, la storia ruota intorno alla giovane Shuurei Kou, ultima discendente di una nobile dinastia cinese caduta in disgrazia. Suo padre lavora come bibliotecario presso l'archivio imperiale, un posto che gli conferisce prestigio e rispettabilità, ma poche soddisfazioni economiche. Shuurei insegna presso un tempio e si barcamena fra vari lavoretti per racimolare qualche spicciolo, benché il suo sogno sia quello di passare gli esami imperiali ed essere assunta presso il governo, cosa vietata alle donne.
I desideri di Shuurei però sono bruscamente interrotti quando il Gran Consigliere dell'imperatore le fa un'offerta inaspettata, chiedendole di entrare a far parte dell'harem imperiale per sei mesi, diventando concubina dell'imperatore e sua insegnante personale, allo scopo di farlo diventare un governatore rispettabile. Se lei riuscirà nell'impresa, sarà ricompensata in maniera adeguata.
La storia racconta la crescente relazione di Shuurei con l'imperatore Ryuuki e dei suoi rapporti con gli altri membri della corte, fra gli intrighi della politica imperiale, e il suo impegno per migliorare sé stessa e il suo paese.

### Ambientazione
Secondo la leggenda, Saiunkoku una volta era infestato dai demoni che avevano gettato il paese nel caos. Un guerriero valoroso chiamato Sō Gen (蒼玄?) riunì gli Otto Saggi Illuminati e riuscì a scacciare i demoni.
Sō Gen poi fondò la nazione di Saiunkoku e ne divenne il primo imperatore. Dopo la morte di Gen, gli otto saggi scomparvero, ma secondo la leggenda essi si mimetizzarono fra la gente comune. Un tempio fu costruito in onore degli Otto Saggi, diventando il centro della Città Imperiale.
Saiunkoku è sempre stata divisa in otto province nominate ognuna con il nome di un colore:
- Ran (藍?, Ran, Indaco),
- Kou (紅?, Kō, Rosso),
- Heki (碧?, Heki, Verde),
- Ko (黄?, Kō/Ki, Giallo),
- Haku  (白?, Haku, Bianco),
- Koku  (黒?, Koku, Nero),
- Sa (茶?, Sa, Marrone),
- Shi (紫?, Shi, Porpora),
- Hyou  (縹?, Hyou, Azzurro).

## Personaggi
Kou Shuurei (紅 秀麗?, Kō Shūrei)
Doppiata da: Houko Kuwashima
Shi Ryuuki (紫 劉輝?, Shi Ryūki)
Doppiato da: Tomokazu Seki
Shi Seiran (茈 静蘭?, Shi Seiran)
Doppiato da: Hikaru Midorikawa

## Media

### Light novel
Scritte da Sai Yukino ed illustrate da Kairi Yura, la serie di light novel Saiunkoku monogatari è stata serializzata su The Beans dal 2003. I singoli capitoli sono stati poi raccolti e pubblicati in volumi dalla Kadokawa Shoten, con il primo volume pubblicato in Giappone il 31 ottobre 2003. Al 2011 sono stati pubblicati diciotto volumi.
| Nº | Titolo italiano (traduzione letterale) Giapponese 「Kanji」 - Rōmaji                                | Data di prima pubblicazione              | Data di prima pubblicazione |
| Nº | Titolo italiano (traduzione letterale) Giapponese 「Kanji」 - Rōmaji                                | Giapponese                               |                             |
| 1  | Il vento dell'inizio è rosso 「はじまりの風は紅く」 - Hajimari no kaze wa akaku                     | 31 ottobre 2003 ISBN 4-04-449901-2       |                             |
| 2  | Promessa dorata 「黄金の約束」 - Ougon no yakusoku                                                  | 28 febbraio 2004 ISBN 4-04-449902-0      |                             |
| 3  | Fioritura di fiori nel palazzo viola 「花は紫宮に咲く」 - Hana wa murasaki miya ni saku             | 31 luglio 2004 ISBN 4-04-449903-9        |                             |
| 4  | I sentimenti vanno alla casa da tè 「想いは遙かなる茶都へ」 - Omoi wa haruka naru chato e           | 30 settembre 2004 ISBN 4-04-449904-7     |                             |
| 5  | Festa della Luna nera 「漆黒の月の宴」 - Shikkoku no tsuki no utage                                 | 1º marzo 2005 ISBN 4-04-449905-5         |                             |
| 6  | Clessidra d'argento bianca scheggiata 「欠けゆく白銀の砂時計」 - Kake yuku hakugin no sunadokei     | 30 luglio 2005 ISBN 4-04-449907-1        |                             |
| 7  | Il mio cuore è più profondo dell'indaco 「心は藍よりも深く」 - Kokoro wa ai yori mo fukaku          | 30 settembre 2005 ISBN 4-04-449908-X     |                             |
| 8  | La terra della luce che cade 「光降る碧の大地」 - Hikari furu heki no daichi                        | 1º febbraio 2006 ISBN 4-04-449909-8      |                             |
| 9  | La prugna rossa profuma di notte 「紅梅は夜に香る」 - Koubai wa yoru ni kaoru                       | 1º settembre 2006 ISBN 4-04-449911-X     |                             |
| 10 | Il vento verde è come una lama 「緑風は刃のごとく」 - Ryokufuu wa ha no gotoku                      | 1º ottobre 2006 ISBN 4-04-449912-8       |                             |
| 11 | Luca della Luna che ondeggia nella tempesta blu 「青嵐にゆれる月草」 - Aoarashi ni yureru tsukikusa | 1º aprile 2007 ISBN 978-4-04-449913-6    |                             |
| 12 | L'arcobaleno bianco mira ai cieli 「白虹は天をめざす」 - Hakukou wa ten o mezasu                    | 1º settembre 2007 ISBN 978-4-04-449914-3 |                             |
| 13 | 「黎明に琥珀はきらめく」 - Reimei ni kohaku wa kirameku                                             | 1º maggio 2008 ISBN 978-4-04-449916-7    |                             |
| 14 | L'alba brilla all'alba 「黒蝶は檻にとらわれる」 - Kokuchou wa ori ni torawareru                     | 1º dicembre 2008 ISBN 978-4-04-449917-4  |                             |
| 15 | Palazzo del crepuscolo oscuro 「暗き黄昏の宮」 - Kuraki tasogare no miya                            | 1º dicembre 2009 ISBN 978-4-04-449919-8  |                             |
| 16 | Labirinto di paglia 「蒼き迷宮の巫女」 - Aoki meikyuu no miko                                       | 1º aprile 2010 ISBN 978-4-04-449920-4    |                             |
| 17 | Trono scuro viola (prima parte) 「紫闇の玉座（上）」 - Shian no gyokuza (jou)                       | 1º giugno 2011 ISBN 978-4-04-449921-1    |                             |
| 18 | Trono scuro viola (seconda parte) 「紫闇の玉座（下）」 - Shian no gyokuza (ge)                      | 1º luglio 2011 ISBN 978-4-04-449922-8    |                             |

### Storie parallele
Sai Yukino ha realizzato una serie di brevi storie parallele per Saiunkoku monogatari che sono state raccolte e pubblicate in volumi dalla Kadokawa Shoten. Il primo volume è stato pubblicato nell'aprile 2005 e ad oggi sono stati pubblicati quattro volumi.
| Nº | Titolo italiano (traduzione letterale) Giapponese 「Kanji」 - Rōmaji       | Data di prima pubblicazione             | Data di prima pubblicazione |
| Nº | Titolo italiano (traduzione letterale) Giapponese 「Kanji」 - Rōmaji       | Giapponese                              |                             |
| 1  | Cremisi se rosso 「朱にまじわれば紅」 - Shu ni majiwareba beni             | 28 aprile 2005 ISBN 4-04-449906-3       |                             |
| 2  | Blu per indaco 「藍より出でて青」 - Ai yori dedete ao                      | 1º aprile 2006 ISBN 4-04-449910-1       |                             |
| 3  | Il prossimo giglio è bianco 「隣の百合は白」 - Tonari no hyakugou wa shiro | 1º novembre 2007 ISBN 978-4-04-449915-0 |                             |
| 4  | Sogno del crepuscolo 「黄粱の夢」 - Kouryou no yume                        | 1º maggio 2009 ISBN 978-4-04-449918-1   |                             |
| -  | Strisciano uno scheletro 「骸骨を乞う」 - Gaikotsu wo kou                  | 26 marzo 2012 ISBN 978-4-04-110139-1    |                             |

### Manga
Un adattamento manga, sempre scritto da Sain Yukino e illustrato da Kairi Yura, è stato pubblicato sulla rivista Beans Ace nel 2005. Con la chiusura della testata nel 2009, la serie è continuata su Asuka. Nel frattempo, i capitoli sono stati raccolti e pubblicati in nove tankōbon dalla Kadokawa Shoten; il primo volume è uscito nel giugno 2006 mentre l'ultimo nel marzo 2012.
| Nº | Data di prima pubblicazione | Data di prima pubblicazione | Data di prima pubblicazione |
| Nº | Giapponese                  | Giapponese                  |                             |
| -- | --------------------------- | --------------------------- | --------------------------- |
| 1  | 22 giugno 2006              | ISBN 4-04-853969-8          |                             |
| 2  | 22 giugno 2007              | ISBN 978-4-04-854104-6      |                             |
| 3  | 22 maggio 2008              | ISBN 978-4-04-854178-7      |                             |
| 4  | 23 febbraio 2009            | ISBN 978-4-04-854299-9      |                             |
| 5  | 21 gennaio 2010             | ISBN 978-4-04-854418-4      |                             |
| 6  | 21 ottobre 2010             | ISBN 978-4-04-854544-0      |                             |
| 7  | 24 marzo 2011               | ISBN 978-4-04-854612-6      |                             |
| 8  | 22 ottobre 2011             | ISBN 978-4-04-854690-4      |                             |
| 9  | 29 marzo 2012               | ISBN 978-4-04-120193-0      |                             |

### Anime
Prodotto dallo studio Madhouse e diretto da Jun Shishido, l'adattamento in anime di Saiunkoku monogatari è stato trasmesso in Giappone da NHK a partire dall'8 aprile 2006. La prima stagione conta 39 episodi e si è conclusa il 24 febbraio 2007. La seconda stagione, intitolata Saiunkoku monogatari 2nd Series, è stato trasmessa a partire dal 7 aprile 2007 ed è proseguita per altri 39 episodi sino alla sua conclusione l'8 marzo 2008.
Per quanto riguarda la colonna sonora, entrambe le stagioni si aprono con "Hajimari no Kaze" (はじまりの風? lett. "Primo soffio di vento") di Ayaka Hirahara, mentre le sigle di chiusura sono differenti: quella della prima stagione è "Saikō no Kataomoi" (最高の片想い? lett. "Il più grande amore non corrisposto") di Sachi Tainaka, invece la chiusura della seconda è "Asu e" (明日へ? lett. "A domani") di Teruya Miho.

#### Saiunkoku monogatari
| Nº | Titolo italiano (traduzione letterale) Giapponese 「Kanji」 - Rōmaji                                                             | In onda           | In onda |
| Nº | Titolo italiano (traduzione letterale) Giapponese 「Kanji」 - Rōmaji                                                             | Giapponese        |         |
| 1  | C'è sempre un risvolto negativo in una buona situazione 「うまい話には裏がある」 - Umai hanashi ni wa ura ga aru                 | 8 aprile 2006     |         |
| 2  | Una rana dello stagno non conosce il grande mare 「井の中の蛙大海を知らず」 - I no naka no kawazu taikai o shirazu               | 15 aprile 2006    |         |
| 3  | Il falco astuto nasconde i propri artigli 「能ある鷹は爪を隠す」 - Nō Aru Taka wa Tsume o Kakusu                                 | 22 aprile 2006    |         |
| 4  | Non si può fare buon uso del tesoro nascosto 「それは宝の持ち腐れ」 - Sore wa takara no mochigusare                              | 29 aprile 2006    |         |
| 5  | Un genio non eguaglierà mai un gran lavoratore 「努力に勝る天才なし」 - Doryoku ni masaru tensai nashi                           | 6 maggio 2006     |         |
| 6  | Senza l'ultimo tocco 「画竜点睛を欠く」 - Garyōtensei o Kaku                                                                     | 13 maggio 2006    |         |
| 7  | Anche il bravo nuotatore affoga 「よく泳ぐ者は溺れる」 - Yoku oyogu mono wa oboreru                                              | 20 maggio 2006    |         |
| 8  | Con le zampe di un gatto 「猫の手も借りたい」 - Neko no te mo karitai                                                            | 27 maggio 2006    |         |
| 9  | Un viaggio di mille miglia comincia con un solo passo 「千里の道も一歩から」 - Senri no michi mo ippo kara                       | 3 giugno 2006     |         |
| 10 | Tutto viene a chi sa aspettare 「待てば海路の日和あり」 - Mateba kairo no hiyori ari                                             | 10 giugno 2006    |         |
| 11 | Non c'è cura per il mal d'amore 「恋の病に薬なし」 - Koi no yamai ni kusuri nashi                                                | 17 giugno 2006    |         |
| 12 | La fuga è già una vittoria 「逃げるが勝ち」 - Nigeru ga kachi                                                                    | 24 giugno 2006    |         |
| 13 | Da una zucca viene un cavallo 「瓢箪から駒」 - Hyōtan kara Koma                                                                  | 1º luglio 2006    |         |
| 14 | Tre anni su una roccia 「石の上にも三年」 - Ishi no ue ni mo sannen                                                              | 8 luglio 2006     |         |
| 15 | Nessun bambino conosce il cuore dei suoi genitori 「親の心子知らず」 - Oya no kokoro ko shirazu                                  | 15 luglio 2006    |         |
| 16 | Non ci sono demoni in questo mondo 「渡る世間に鬼はない」 - Wataru Seken ni Oni wa Nai                                           | 22 luglio 2006    |         |
| 17 | Colpendo un cespuglio salta fuori un serpente 「藪をつついて蛇を出す」 - Yabu o tsutsuite hebi o dasu                            | 26 agosto 2006    |         |
| 18 | Non coprire la tua testa scoprendo la tua schiena 「頭隠して尻隠さず」 - Atama kakushite shiri kakusazu                          | 2 settembre 2006  |         |
| 19 | Se ami il tuo dolce bambino, mandalo in viaggio 「かわいい娘には旅をさせよ」 - Kawaii ko ni wa tabi o saseyo                     | 9 settembre 2006  |         |
| 20 | I fiori sbocciano dal legno morto 「枯れ木に花咲く」 - Kareki ni hana saku                                                       | 16 settembre 2006 |         |
| 21 | Un uomo saggio non va in cerca del pericolo 「君子危うきに近寄らず」 - Kunshi ayauki ni chikayorazu                              | 23 settembre 2006 |         |
| 22 | Finché c'è vita, c'è speranza 「命あっての物種」 - Inochi atte no monodane                                                       | 30 settembre 2006 |         |
| 23 | Viaggiare dipende dal tuo compagno, dal mondo e dalla fortuna 「旅は道連れ世は情け」 - Tabi wa Michizure Yo wa Nasake            | 7 ottobre 2006    |         |
| 24 | Un'assoluta sorpresa 「寝耳に水」 - Nemimi ni mizu                                                                               | 14 ottobre 2006   |         |
| 25 | Un caso di somiglianza 「他人のそら似」 - Tanin no sorani                                                                        | 21 ottobre 2006   |         |
| 26 | Corvi nella notte senza luna 「闇夜の烏」 - Yamiyo no karasu                                                                     | 28 ottobre 2006   |         |
| 27 | Il fiore più bello è su di un ramo troppo alto per poterlo prendere 「花は折りたし梢は高し」 - Hana wa Oritashi Kozue wa Takashi | 18 novembre 2006  |         |
| 28 | La paura è peggiore del pericolo stesso 「案ずるより産むが易し」 - Anzuru yori umu ga yasushi                                    | 25 novembre 2006  |         |
| 29 | Ogni istante sembra un'eternità 「一日千秋の思い」 - Ichijitsu Senshū no Omoi                                                    | 9 dicembre 2006   |         |
| 30 | Giudicate le donne dal coraggio 「女は度胸」 - Onna wa dokyō                                                                     | 16 dicembre 2006  |         |
| 31 | Un diamante grezzo 「掃きだめに鶴」 - Hakidame ni tsuru                                                                          | 23 dicembre 2006  |         |
| 32 | La parola di una donna è il suo impegno 「女にも二言なし」 - Onna ni mo Nigon Nashi                                              | 6 gennaio 2007    |         |
| 33 | Non piangere sul latte versato 「覆水盆に返らず」 - Fukusui Bon ni Kaerazu                                                       | 13 gennaio 2007   |         |
| 34 | Combatti il veleno con il veleno 「毒をもって毒を制す」 - Doku o motte doku o seisu                                              | 20 gennaio 2007   |         |
| 35 | Ogni incontro termina con una separazione 「逢うは別れの始め」 - Au wa wakare no hajime                                          | 27 gennaio 2007   |         |
| 36 | Tutto è bene quel che finisce bene 「世はすべてこともなし」 - Yo wa subete koto mo nashi                                         | 3 febbraio 2007   |         |
| 37 | Le lacrime scendono dagli occhi come la pioggia scende dal cielo 「雨は天から, 涙は目から」 - Ame wa ten kara, namida wa me kara | 10 febbraio 2007  |         |
| 38 | Cogli l'attimo 「今日の後に今日なし」 - Kyō no Nochi ni Kyō Nashi                                                                | 17 febbraio 2007  |         |
| 39 | Il destino decide chi s'innamora 「縁は異なもの味なもの」 - En wa I na Mono Aji na Mono                                          | 24 febbraio 2007  |         |

#### Saiunkoku monogatari 2nd Series
| Nº | Giapponese 「Kanji」 - Rōmaji                                          | In onda           | In onda |
| Nº | Giapponese 「Kanji」 - Rōmaji                                          | Giapponese        |         |
| 1  | 「わが家に勝る所なし」 - Wagaya ni masaru tokoro nashi                 | 7 aprile 2007     |         |
| 2  | 「泣くも笑うも同じ一生」 - Naku mo warau mo onaji isshō                | 14 aprile 2007    |         |
| 3  | 「類は友を呼ぶ」 - Rui wa tomo o yobu                                  | 21 aprile 2007    |         |
| 4  | 「冬来りなば春遠からじ」 - Fuyu kitarinaba haru tōkaraji               | 28 aprile 2007    |         |
| 5  | 「愛は惜しみなく与う」 - Ai wa oshimi naku atau                        | 5 maggio 2007     |         |
| 6  | 「青天の霹靂」 - Seiten no hekireki                                    | 12 maggio 2007    |         |
| 7  | 「一心岩をも透す」 - Isshin iwa o mo tōsu                              | 19 maggio 2007    |         |
| 8  | 「人事を尽くして天命を待つ」 - Jinji o tsukushite tenmei o matsu       | 26 maggio 2007    |         |
| 9  | 「地獄で仏に会う」 - Jigoku de hotoke ni au                            | 2 giugno 2007     |         |
| 10 | 「待ち人きたる」 - Machibito kitaru                                    | 9 giugno 2007     |         |
| 11 | 「知らぬは亭主ばかりなり」 - Shiranu wa teishu bakari nari             | 16 giugno 2007    |         |
| 12 | 「義を見てせざるは勇なきなり」 - Gi o mite sezaru wa yū naki nari      | 30 giugno 2007    |         |
| 13 | 「急いては事を仕損じる」 - Seite wa koto o shisonjiru                  | 7 luglio 2007     |         |
| 14 | 「虎穴に入る」 - Koketsu ni iru                                        | 14 luglio 2007    |         |
| 15 | 「一寸の光陰」 - Issun no kōin                                         | 21 luglio 2007    |         |
| 16 | 「風前のともし火」 - Fūzen no tomoshibi                                | 28 luglio 2007    |         |
| 17 | 「浮き沈み七度」 - Ukishizumi nanatabi                                 | 4 agosto 2007     |         |
| 18 | 「日暮れて道遠し」 - Hi kurete michi tōshi                             | 15 settembre 2007 |         |
| 19 | 「捕らぬ狸の皮算用」 - Toranu tanuki no kawa zanyō                     | 22 settembre 2007 |         |
| 20 | 「暖簾に腕押し」 - Noren ni ude oshi                                   | 29 settembre 2007 |         |
| 21 | 「蛙の子は蛙」 - Kaeru no ko wa kaeru                                  | 4 ottobre 2007    |         |
| 22 | 「獅子身中の虫」 - Shishi shinchū no mushi                             | 13 ottobre 2007   |         |
| 23 | 「情けは人のためならず」 - Nasake wa hito no tame narazu               | 27 ottobre 2007   |         |
| 24 | 「若いときの苦労は買ってもせよ」 - Wakai toki no kurō wa katte mo seyo | 3 novembre 2007   |         |
| 25 | 「大賢は愚なるが如し」 - Taiken wa gu naru ga gotoshi                  | 3 novembre 2007   |         |
| 26 | 「待たれる身より待つ身」 - Matareru mi yori matsu mi                   | 11 novembre 2007  |         |
| 27 | 「桃栗三年柿八年」 - Momo kuri sannen kaki hachinen                    | 24 novembre 2007  |         |
| 28 | 「遠ざかる程想いが募る」 - Tōzakaru hodo omoi ga tsunoru               | 1º dicembre 2007  |         |
| 29 | 「鳴かぬ蛍が身を焦がす」 - Nakanu hotaru ga mi o kogasu                | 12 dicembre 2007  |         |
| 30 | 「身から出たさび」 - Mi kara deta sabi                                 | 5 gennaio 2008    |         |
| 31 | 「後ろ髪を引かれる」 - Ushirogami o hikareru                           | 12 gennaio 2008   |         |
| 32 | 「月日変われば気も変わる」 - Tsukihi kawareba ki mo kawaru             | 26 gennaio 2008   |         |
| 33 | 「藍より青し」 - Ai yori aoshi                                         | 2 febbraio 2008   |         |
| 34 | 「危ない橋を渡る」 - Abunai hashi o wataru                             | 9 febbraio 2008   |         |
| 35 | 「人生いたる所に青山あり」 - Jinsei itaru tokoro ni seizan ari         | 16 febbraio 2008  |         |
| 36 | 「目は心の鏡」 - Me wa kokoro no kagami                                | 23 febbraio 2008  |         |
| 37 | 「刎頚の交わり」 - Funkei no majiwari                                  | 1º marzo 2008     |         |
| 38 | 「縁あれば千里」 - En Areba Senri                                      | 8 marzo 2008      |         |